# 한화솔루션
한화솔루션(Hanwha Solutions)은 대한민국의 에너지 솔루션 기업이다. 2020년 1월, 한화케미칼과 한화큐셀앤드첨단소재가 통합되어 탄생하였다. 본사는 서울특별시 중구 청계천로 86 (장교동)에 있다. 2021년 4월에는 한화도시개발의 자산개발 사업부문을 통합한 후 한화갤러리아를 합병하고 한화갤러리아타임월드를 자회사로 편입했다. 2022년, 도시개발 부문과 큐셀 부문 GES사업부, 갤러리아 부문 프리미엄라이프스타일사업부가 재편되면서 인사이트 부문으로 부문명을 변경하였고, 큐셀 유럽 법인 발전사업부문과 프랑스 RES통합하여 큐에너지 부문 출범하였다. 2022년 12월, 첨단소재 부문을 물적분할하고, 2023년 3월, 갤러리아 부문을 인적분할하였다.

## 사업 분야
- 한화케미칼
- 한화큐셀
- 인사이트
  - 대덕테크노밸리
  - 아산테크노밸리
  - 서산테크노밸리
  - 김해테크노밸리
  - 경기화성바이오밸리
  - 용인테크노밸리 등
- 큐에너지

## 연혁
- 2023년 갤러리아, 인적분할
- 2022년 첨단소재, 물적분할
- 2022년 큐에너지, 큐셀 유럽 법인 발전사업부문과 프랑스 RES통합하여 큐에너지 부문 출범
- 2022년 도시개발, 인사이트로 부문명 변경(도시개발 부문, 큐셀 부문 GES사업부, 갤러리아 부문 프리미엄라이프스타일사업부 재편)
- 2021년 한화솔루션, 한화갤러리아와 한화도시개발 합병
- 2020년 한화솔루션으로 사명 변경(한화케미칼, 한화큐셀앤드첨단소재 합병)
- 2020년 갤러리아, 갤러리아광교 및 고메이494 한남 오픈
- 2020년 도시개발, 서오창테크노밸리 법인 설립
- 2019년 큐셀, Q.ANTUM 태양광 셀 생산량 15GW 이상 달성
- 2019년 도시개발, 안성테크노밸리 법인 설립
- 2018년 큐셀, 첨단소재 합병(한화큐셀앤드첨단소재)
- 2017년 첨단소재, 충칭법인 설립
- 2016년 케미칼, 한화화인케미칼 흡수합병
- 2016년 첨단소재, 멕시코 몬테레이 자동차 부품 생산공장 준공
- 2015년 케미칼, 한화솔라원과 한화큐셀을 통합, 한화큐셀 출범, 삼성토탈, 삼성종합화학 인수
- 2015년 도시개발, 경기용인테크노밸리 법인 설립
- 2014년 첨단소재, 건재 사업부문 매각 후 한화첨단소재로 사명 변경
- 2014년 갤러리아, 명품관 WEST 리뉴얼
- 2013년 케미칼, 말레이시아 판매 법인 설립
- 2012년 케미칼, 독일 큐셀 인수
- 2012년 갤러리아, 명품관 식품관(GOURMET494) 리뉴얼
- 2011년 케미칼, 폴리실리콘 사업 진출
- 2010년 케미칼, 한화케미칼로 사명 변경, 중국 닝보 PVC공장 준공
- 2010년 갤러리아, 천안 센터시티 오픈
- 2010년 도시개발, 경기화성바이오밸리 법인 설립
- 2015년 큐셀, 솔라원 인수
- 2009년 첨단소재, 체코 오스트라바 자동차 부품 생산공장 준공
- 2009년 도시개발, 김해테크노밸리 법인 설립
- 2007년 갤러리아, 진주점 오픈
- 2007년 도시개발, 서산테크노밸리 법인 설립
- 2006년 도시개발, 아산테크노밸리 법인 설립
- 2004년 케미칼, 북경 사무소 개소
- 2004년 갤러리아, 기존 패션관을 명품관WEST로, 명품관을 명품관 EAST로 리뉴얼 개편
- 2002년 케미칼, 중앙연구소, ASR 제품 자체 개발
- 2001년 도시개발, 대덕테크노밸리 법인 설립
- 2000년 갤러리아, (주)동양백화점 인수
- 1999년 큐셀, 독일에서 Q.CELLS AG 설립
- 1997년 갤러리아, 대전 타임월드 오픈 및 '갤러리아백화점'으로 BI 통합
- 1996년 케미칼, 신발용 고함량 EVA 자체 개발
- 1995년 케미칼, 절연용 LLDPE 제조 기술 개발
- 1994년 케미칼, 한화종합화학으로 사명 변경
- 1986년 첨단소재, 자동차 사업 진출
- 1985년 갤러리아, 한화그룹 계열사로 편입 및 (주)한양유통 인수
- 1985년 케미칼, 울산공장 국내 최초 EVA 생산시설 준공
- 1980년 케미칼, 한양화학 여수공장 및 한국다우케미칼 여수공장 준공
- 1975년 갤러리아, 한양스토어 여의점 개점
- 1965년 케미칼, 한국화성공업 설립

## 로고

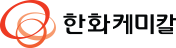
2007년 ~ 2020년 1월

## 같이 보기
- 재생 가능 에너지
- 그린 수소
- 대한민국의 경제